# Ryparobius pachyascus
Ryparobius pachyascus är en svampart som beskrevs av Zukal ex Rehm 1896. Ryparobius pachyascus ingår i släktet Ryparobius och familjen Thelebolaceae.   Inga underarter finns listade i Catalogue of Life.